# BT 그룹

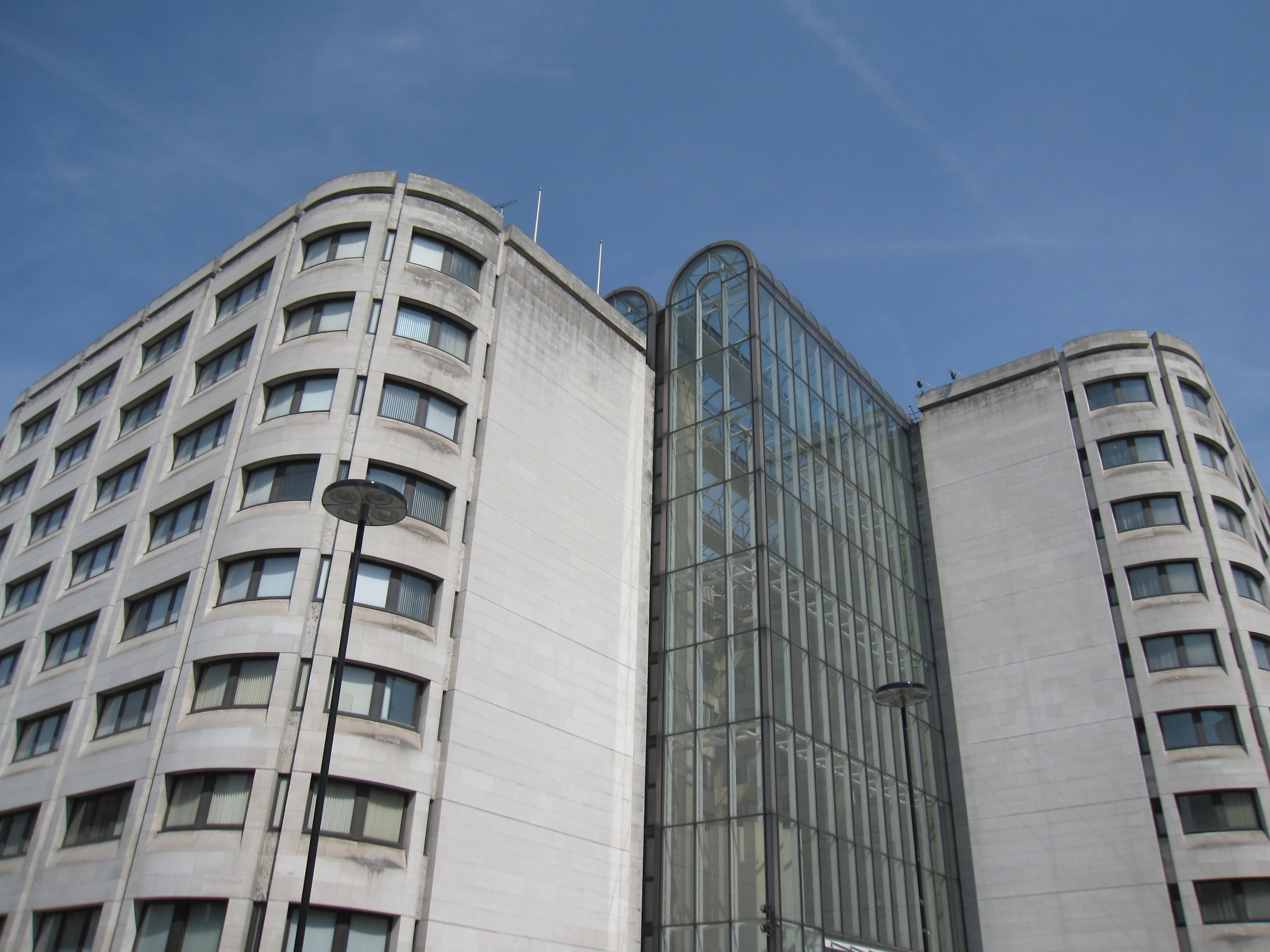

BT 그룹(BT Group)은 영국의 통신사이다. 이전 이름은 브리티시 텔레커뮤니케이션(British Telecommunications), 약칭 브리티시 텔레콤 (British Telecom)이다. 본사는 영국 런던에 있다. 이전에는 국영 통신사였지만 현재는 민영화되었다.

## 역사
- 1869년 - 중앙우체국
- 1912년 - 우정통신부
- 1981년 - 브리티시 텔레콤
- 1991년 - BT그룹